# Крива (притока Красної)
Крива — річка в Україні у Білоцерківському районі Київської області. Ліва притока річки Красної (басейн Дніпра).

## Опис
Довжина річки 14 км, похил річки 3,0 м/км, площа басейну водозбору 112 км², найкоротша відстань між витоком і гирлом — 7,90 км, коефіцієнт звивистості річки — 1,77. Формується декількома струмками та загатами.

## Розташування
Бере початок на південно-східній стороні від села Червоне. Тече переважно на південний схід через села Яцьки та Макіївку і на північній околиці села Василів впадає в річку Красну, праву притоку річки Дніпра.

## Притоки
Річка без назви - права притока. Бере початок на південно-східній стороні від села Петрівки. Тече переважно на північний схід через села Павлівку та Йосипівку (колишнє Юзефівка) і у селі Макіївка впадає у річку Криву .

## Цікаві факти
- На річці існують газгольдери та газові свердловини[6].